# Pueblo wayú
Los wayús (autónimo wayuu, pronunciado [ˈwajuː]) o guajiros (del arahuaco guajiro) son indígenas de la península de La Guajira, ubicada en el mar Caribe, que habitan principalmente en el norte del departamento de La Guajira en Colombia y el norte del estado Zulia en Venezuela.

## Geografía

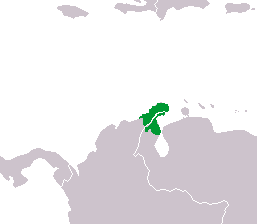
Ubicación de la etnia wayú.

Ocupan un territorio de 15 300 km² en el departamento Colombiano de La Guajira, y 22 000 km² dentro del estado Venezolano Del Zulia. El clima de la sabana filoxera al sur y occidente (Baja Guajira), de estepa árida o semiárida al norte y oriente (Alta Guajira), es cálido y seco. La pluviosidad de esta región es muy reducida y solo hay lluvias en el Juyapu, entre septiembre y diciembre. En la Alta Guajira está el denominado Macizo Guajiro conformado por las serranías Macuira, Jala'la, Chiare, Corojo y Cocinas y el cerro Petisú, que alcanzan hasta 900 m s. n. m. Al sur de la baja Guajira corren, hacia el occidente el río Ranchería y el río Limón hacia el oriente.
Los wayús habitan la árida Península de la Guajira al norte de Colombia y noroeste de Venezuela, sobre el mar Caribe. Es una región con un clima cálido, seco e inhóspito, bañada por los ríos Ranchería (Colombia) y El Limón (Venezuela). Presenta unas estaciones climáticas marcadas por una primera temporada de lluvias, denominada wuyapu, que se desarrolla durante los meses de septiembre a diciembre, seguida de una época de sequía, conocida como Jemial, que va desde diciembre hasta abril. Posteriormente, viene la segunda temporada de lluvias, llamada Iwa, para terminar con una larga temporada de sequía que va desde mayo a septiembre.

## Población

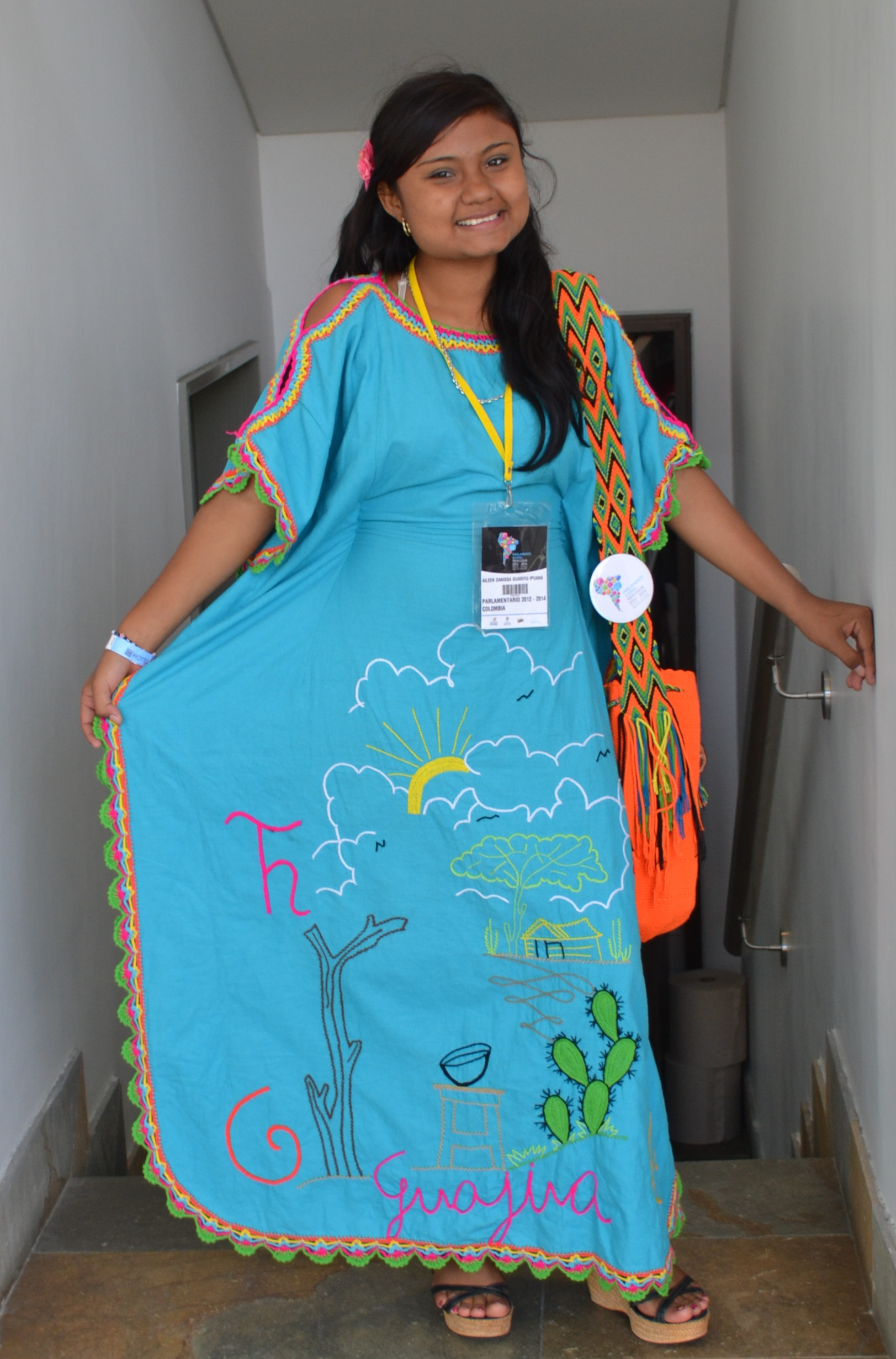
Chica vestida con una wayúshein, vestimenta típica, portando un susu, bolso tradicional tejido por las mujeres wayús.

El pueblo wayú es la etnia indígena más numerosa de Colombia y Venezuela; representan cerca del 11 % de la población del estado Zulia y cerca del 45 % de la población del departamento de La Guajira. El 97 % de la población habla su idioma tradicional que es el wayú o wayuunaiki y el 32 % habla el español. Además, un 66 % no ha recibido ningún tipo de educación formal. La población wayú en Colombia, según el censo de 2019, es de 380 460 personas, las cuales representan el 20 % de la población indígena del país, siendo el grupo más numeroso en Colombia. Conforme al censo de 2011, en Venezuela los wayús son 415 498. La población conjunta entre Colombia y Venezuela, superaba los 400 000 hablantes de la lengua wayú. La organización social es caracterizada por clanes.

## Historia
La etnia wayú es una de las etnias arahuacas que, como una gran corriente migratoria, se desplazó tanto por la Amazonía, como hacia las Antillas, a donde llegaron hacia el 150 a. C.
Hacían parte de sus costumbres ancestrales, la caza, pesca y recolección, así como la horticultura, donde ella era posible, al sur de la península o en otros lugares con un ambiente menos desértico que el actual. La vivienda era comunal, en forma de maloca.
Aunque el contacto con los conquistadores europeos data del siglo XVI, los wayús no fueron conquistados sino hasta la independencia de Colombia y Venezuela. En esto influyó tanto la resistencia indígena, como las duras condiciones ambientales del desierto, que sirvió como refugio a los wayús.
El 2 de mayo de 1769, los wayú de la península de la Guajira se levantaron contra las autoridades españolas, debido al secuestro de 22 indígenas que fueron secuestrados para llevarlos a construir fortificaciones en Cartagena de Indias. Pronto todas las poblaciones de la región cayeron en manos de los sublevados, resultando en la muerte de un centenar de españoles. Los indígenas de Orino, Boronata y Laguna de Fuentes asaltan el pueblo de El Rincón, cerca de Riohacha. Los wayú capturaron numerosas cabezas de ganado que llevaron a la Alta Guajira.
Hacia el año 1800, se estimaba que la población de indígenas no sometidos (llamados salvajes) de La Guajira era de 10 000 entre motilones (ellos 1800), chimilas, goagiros, arhuacos, tupes y cocinas. En 1812 los estimaban en 40 000 personas, de ellos 1500 lanzas con las que atacaban pueblos fronterizos. Ocupaban el territorio entre Maracaibo y Riohacha y eran conocidos genéricamente como los guajiros, de estos los más numerosos e importantes eran los wayús. Durante el siglo XIX los gobiernos de ambas repúblicas empezaron a hacer planes para someterlos, en 1841 eran 18 000 gentes de los que 3000 serían guerreros, conocidos por su ferocidad. Los guajiros eran entre 90 000 y 150 000 a mediados del siglo, en 1858 eran 35 000 a 40 000 personas. Las primeras campañas del gobierno venezolano comenzaron en 1830, continuando con la construcción de varios fuertes y líneas de trincheras que hicieron avanzar la frontera cada vez más al norte, hacia 1893 habían quedado sometidos y reducidos. Lo mismo hizo el gobierno de Colombia, terminando por repartirse el territorio.
La intervención europea supuso, sin embargo, la pérdida de tierras agrícolas y áreas de caza que los wayús compensaron con el pastoreo de especies introducidas, especialmente las cabras y en menor medida, bovinos. Conflictos frecuentes ocurrieron por la política de los europeos de controlar la pesca de perlas. Luego, aprovechando los enfrentamientos entre españoles, neerlandeses e ingleses, fueron capaces de desarrollar una actividad comercial intensa, que ampliaron durante el período republicano.
A pesar de la expansión de las dos repúblicas sobre su territorio, los wayús mantuvieron una amplia autonomía extralegal que solo recientemente han reconocido constitucionalmente ambos Estados y que se caracteriza por la aplicación del derecho propio en todo el territorio propio.

## Economía

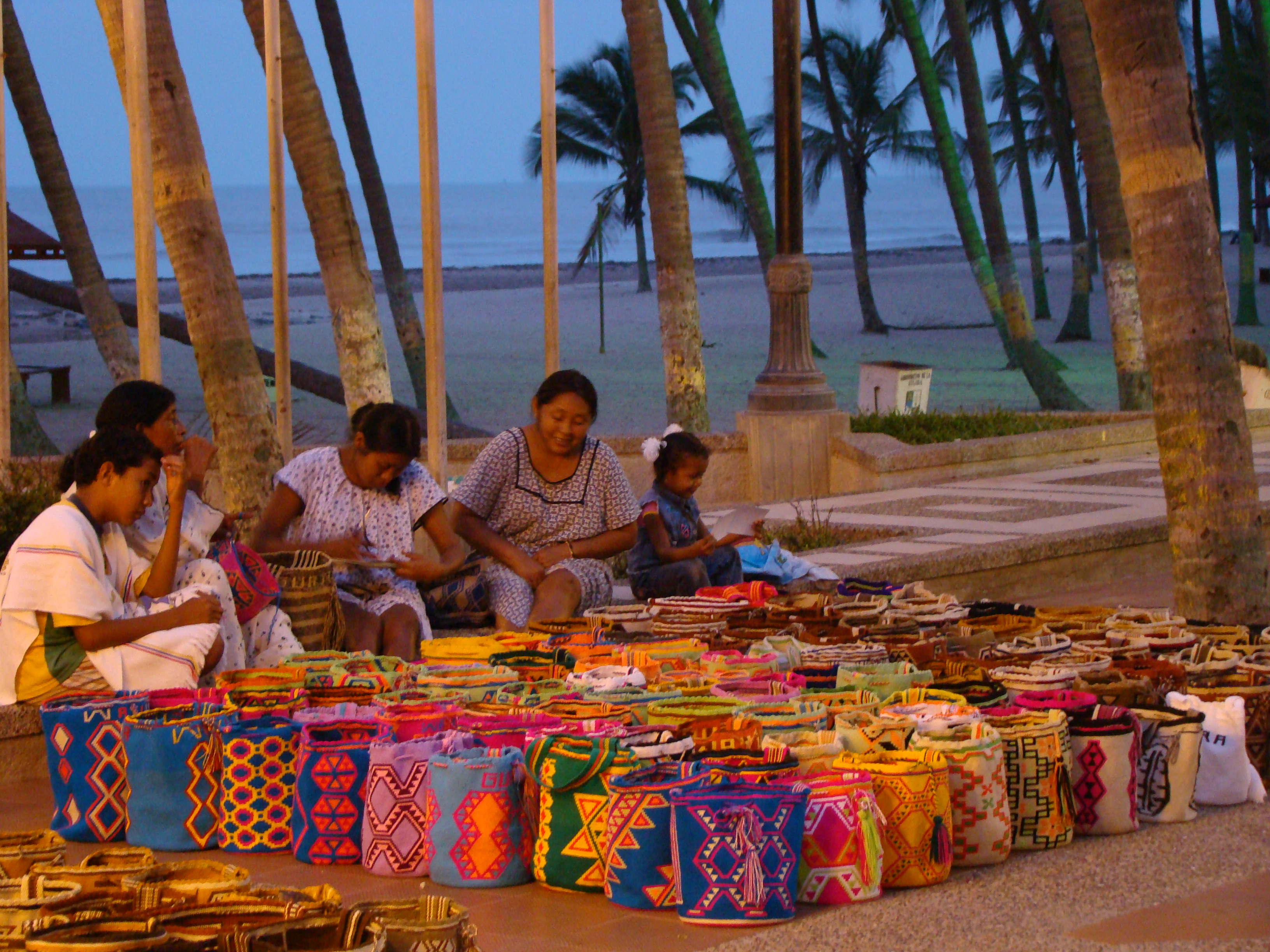
Artesanías wayú en Riohacha.

La etnia wayú se dedica especialmente al pastoreo que se hizo muy importante durante los siglos XVI y XVII, motivando a partir de la segunda centuria la expansión y sometimiento de pueblos vecinos que también vivían en la península. Los bovinos se consideran el animal de mayor valor, pero su crianza se hace muy complicada por las condiciones ambientales, es por ello que hoy en día su principal bien de valor son las camionetas tritones, utilizadas para el contrabando ilegal de gasolina entre Colombia y Venezuela, y recientemente el transporte informal a través de trochas. Cada clan tiene una marca de hierro respectiva, ya que el ganado es marcado con el símbolo clan. Las cabras (kaa'ulaa) o chivos, registran el mayor número de cabezas y son cuidados en rebaños de 100 a 150 animales, a veces de muchos más. 
Anteriormente se dedicaban a la cría de caballos, asnos y mulas, pero en los últimos años las epidemias han diezmado estas especies. Pastorear es una actividad cotidiana para los wayuu, esta práctica une lo económico y lo espiritual, y está relacionada con una estrecha relación de los wayuu con los seres del cosmos. Este se puede entender como un legado que pueden heredar a las siguientes generaciones como garantía del equilibrio de la vida y la muerte. Es una actividad tradicional que representa  prestigio social.
Entre los wayuu, anteriormente el ganado era la principal riqueza y además el principal motivo de prestigio y ganancia. Aunque se comerciaba con él, se intercambiaba de modo no comercial: para sellar una alianza matrimonial, como derecho sobre una descendencia o para compensar daños o delitos (aunque estos no estén regidos por ninguna ley ni jurisdicción) y solucionar conflictos. Además, el pastor asociaba su ganado a los rituales que marcaban su ciclo vital. Donde es posible, tiene una pequeña huerta llamada apain, donde siembran maíz, fríjol, yuca, pepino, auyama, melón y sandía, sin que puedan rotar ni variar de cultivos, debido al clima.
La economía es mixta, pues se requiere también de otro tipo de actividades económicas como la pesca, el comercio, la producción textil tradicional, la cerámica y el trabajo asalariado en haciendas, en las minas de carbón de El Cerrejón (en manos de la Exxon y la Glencore) y El guasare (bajo control del gobierno venezolano), en las explotaciones de talco y dividivi y también cuenta con la Cooperativa Ayatawacoop bajo control indígena, la comercialización de combustibles y derivados del petróleo donde son aproximadamente 1200 asociados a la cooperativa y el 80 % son indígenas o en el sector de servicios.
La explotación de la sal marina en Manaure era realizada desde antes de la llegada de los europeos. Primero el Reino español y luego el estado colombiano explotaron las salinas y varios wayú se hicieron asalariados, aunque otros mantuvieron explotaciones artesanales. En 2005, después de una larga lucha, transitoriamente la explotación de la sal estuvo de nuevo en manos de los indígenas, pero una sentencia los ha despojado nuevamente.

## La salud pública de los wayús
La etnia wayúu, como resultado de su ubicación aislada entre dos grandes países, presenta una combinación de prácticas de medicina tradicional y occidental. Las principales enfermedades que afectan a esta población están relacionadas con deficiencias nutricionales y condiciones de pobreza. Además, su geografía remota y la escasez de fuentes de agua potable contribuyen a la aparición de enfermedades asociadas a la falta de saneamiento y acceso a servicios básicos. Hay una correlación negativa entre la desnutrición crónica de la familia y la educación secundaria o superior de la madre.
Las enfermedades más comunes incluyen la desnutrición, problemas respiratorios y gastrointestinales en los niños menores de cinco años, enfermedades de transmisión sexual, cáncer cervical y uterino, hipertensión, problemas dentales, y las heridas del abuso físico.
Dentro de la etnia wayú se define la salud y las enfermedades en una manera distinta. Según apunta la comunidad, hay dos clases de enfermedades. Primero, hay una enfermedad ‘ayuulee’ que es menos grave. Segundo, hay enfermedades ‘wanülüü’, las cuales son las malignas y de alguna manera terminales. Ejemplos de las enfermedades ‘wanülüü’ incluyen el cáncer o problemas cardíacos, que causan, en los términos del pueblo, “una salida definitiva del alma”.
En 2015, la región de La Guajira reportó una cifra de 46 muertes por 1000 niños menores de un año de edad debido al problema de la desnutrición. En los niños menores de 6 años, esta cifra aumentó a 60 muertes por 1000 niños. Según apuntan varios investigadores el problema de la desnutrición aumenta conforme las condiciones ambientales y climáticas de la región. Por ejemplo, en La Guajira, hubo una sequía de 2011 a 2015 que impidió que los cultivos crecieran. Además, hay minas cercanas que contaminan las fuentes de agua locales. Adicionalmente, la presa de Cercado, que fue construida en 2011, secó el río Ranchería, que es la principal fuente de agua en la región. En segundo lugar, como resultado de la reciente crisis económica en Venezuela, aquellas comunidades de Wayú que suelen obtener recursos del gobierno venezolano para sobrevivir ya no tienen cómo satisfacer la canasta básica. Aunque los wayú tienen doble nacionalidad y paso libre entre los países de Colombia y Venezuela, muchos miembros de la comunidad no tienen los medios para obtener los recursos necesarios de Colombia.

### Las soluciones: medicina tradicional
La medicina tradicional es un aspecto importante de la cultura y patrimonio de los wayú. Hay dos razones principales para el uso frecuente de las prácticas que se transmitan de generación en generación. Primero, los ancestros tradicionalmente han resistido la adaptación de la medicina occidental, por lo tanto no se usa típicamente en el día de hoy. Segundo, hay una escasez de hospitales en La Guajira y por eso se demora mucho en llegar a la consulta médica.
Hay varios cargos importantes que los miembros de la comunidad ocupan para mantener sus tradiciones médicas. Por lo general, las mujeres están a cargo de la medicina y la curación. El conocimiento médico y el uso de las plantas principalmente está en manos de los Ouutsü (Piache-Médica) y los Alüjülii (Yerbateras). El primer grupo, los Ouutsü, son de mayor importancia e incidencia en la medicina tradicional. Ellas poseen el 'seyu', que es el espíritu auxiliar de la curación, cuyo propósito es el de brindar a los Ouutsü la ayuda necesaria en el proceso de la curación de los enfermos. Ellas son las intermediarias entre el wayú y el mundo espiritual. El segundo oficio, los Alüjülii, se consideran como los especialistas más respetados entre las comunidades. Ellas han recibido conocimientos oralmente que se transmitieron de generación en generación para preservar la tradición. Adicionalmente, hay curanderos que se especializan en ciertas áreas como la medicina occidental. Finalmente, hay chamanes, que deciden si un paciente necesita más que la medicina tradicional para tratar su condición.
Las prácticas de la medicina ancestral se basan en las plantas y animales espirituales, los espíritus y energías, y los sueños. Hay más de 175 plantas asociadas con la curación de las enfermedades. El uso de los sueños es una práctica importante que se relaciona con el mundo espiritual. Los sueños son el mecanismo que se lleva la interpretadora a los outsus. Ellos a su vez les advierten a las interpretadoras de lo malo o bueno que es por venir, y así es que los outsus ayudan a sanar el cuerpo y el alma. Cada sueño tiene un significado y depende de la sabiduría de la anciana interpretarlo.

## Organización y cultura

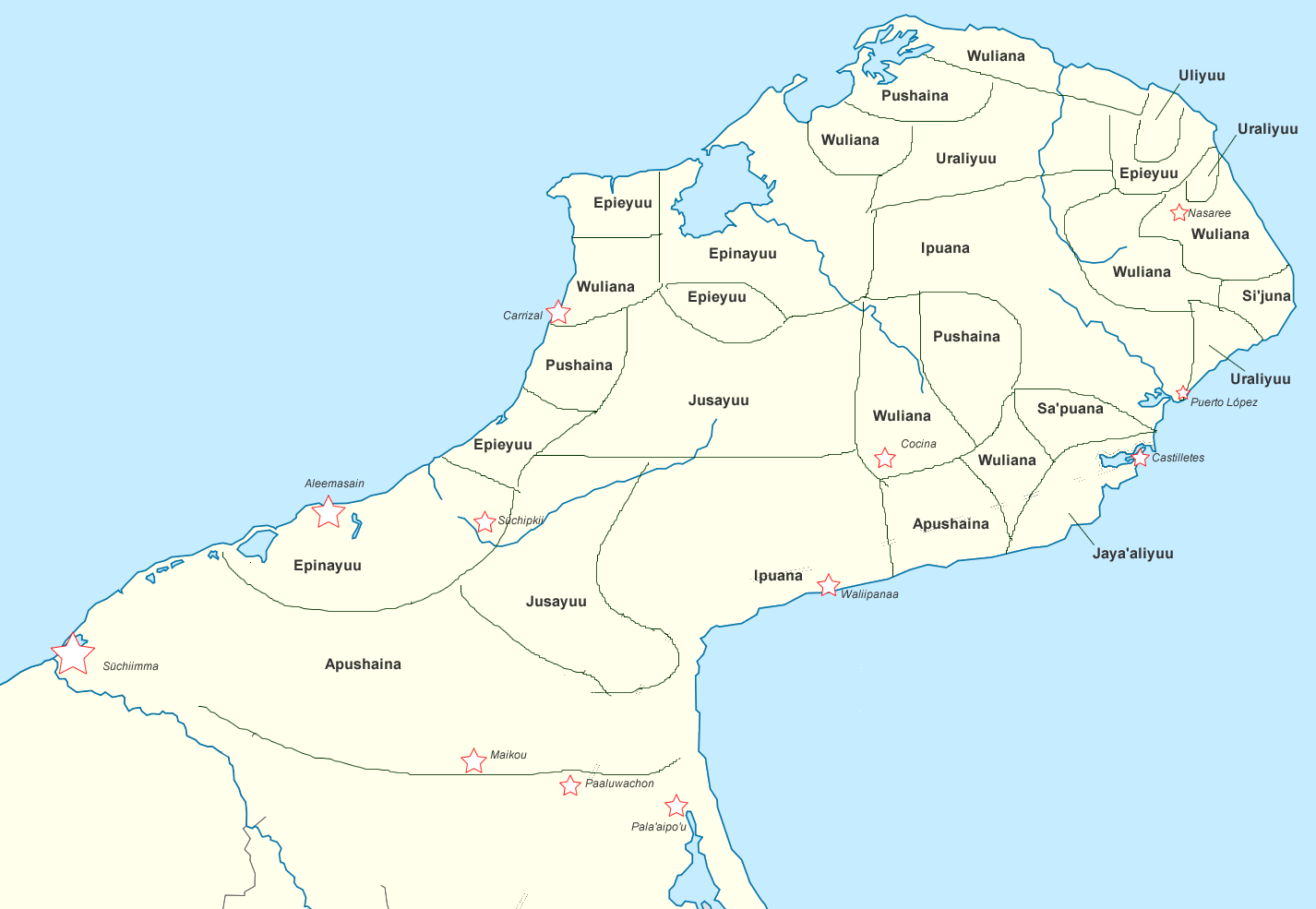
Distribución de los territorios ancestrales de los clanes wayús.

Sociedad organizada en clanes e'iruku. Existen por lo menos 30 clanes, entre los cuales están los Ulewana, Epieyú, Uriana, Ipuana, Pushaina, Epinayú, Jasayú, Arpushana, Jarariyú, Wouriyú, Urariyú, Sapuana, Jinnu, Sijona, Pausayú, Uchayar'u, Uriyú, Warpushana, Worworiyú, Pipishana y Toctouyú. El mayor porcentaje de población se encuentra en los clanes Epieyú, Uriana e Ipuana.
Entre la etnia wayú existe todavía la autoridad tradicional y un sistema autóctono de la administración de la justicia en la cual se destaca el pütchipü o pütche'ejachi, es decir, el portador de la palabra o "palabrero", quien resuelve los conflictos entre los diferentes clanes. En lo que se refiere a la familia extensa matrilineal "según la carne" o apüshi, el alaula tío materno mayor es quien ejerce la autoridad. Los parientes por línea paterna, "según la sangre", se reconocen como oupayu,  aliados con quienes se espera solidaridad yana'ma' o trabajo conjunto.
El hombre puede tener varias mujeres. Antes del matrimonio el novio debe llegar a un acuerdo con los padres de la novia en una reunión denominada ápajá y entregar a ellos la cantidad de ganado y joyas que acuerden. La mujer permanece en el hogar y es símbolo de respeto y unidad. Habitan en rancherías (piichipala o miichipala), pequeñas comunidades distantes unas de otras, conformadas por agrupaciones de parientes cercanas al clan. El pastoreo es la actividad más importante. El número de cabras, reses, caballos y mulas son el símbolo de riqueza y poderío. El tejido es una labor que combinan con las demás actividades cotidianas, en los ratos libres, en las visitas y cuando van de viaje.
Un personaje de gran importancia en cada comunidad es el piachi', quien ha adquirido poder espiritual mediante su experiencia visionaria y las virtudes otorgadas durante sueños o trances que se interpretan como la incorporación de un espíritu protector Seyuu, por lo que es llamado para curar. Los espíritus se comunican con los humanos vivos en los sueños. Maleiea es el creador; Pulowi mujer primigenia; Juyá la lluvia; Shanceta, Acaracuy y Kéerraria espíritus de lugares especiales; Yoruja los espíritus errantes de muertos. Los wayús creen que tras la muerte va a Jepirá, el Cabo de la Vela, lugar de felicidad donde se descansa hasta que tras el segundo velorio, cuando los restos son exhumados para llevarlos un sitio definitivo, el espíritu del muerto toma el camino hacia la eternidad.
Los conocimientos retenidos en la memoria han pasado de una generación a otra para plasmarse con manos wayús en un sinnúmero de objetos tejidos de singular belleza y funcionalidad, elaborados en diversidad de técnicas, formas y colores. Anteriormente los wayús se valían de materiales naturales de su medio ambiente para elaborar y tinturar los hilos de sus tejidos; esta antigua transformación ha sido reemplazada por las materias primas procesadas industrialmente, en especial finos hilos de algodón mercerizado, hilazas y fibras acrílicas en vistosos colores.
Las diferentes actividades cotidianas, las festividades y los rituales implican ampliamente el uso de la música tradicional. Las labores de pastoreo se acompañan con música producida por flautas o canutillas, los pitos hechos de elementos del medio como el limón seco se usan en actividades de ganadería. La danza autóctona  yonna o yocna (conocida como chicha maya), se usa en las celebraciones relacionadas con el desarrollo de la mujer e implica pasos en donde ella avanza desafiando al hombre, que retrocede tratando de no caer. Los instrumentos principales que se usan son flautas, pitos y tambores.

### Jayeechi
El Jayeechi se interpreta como práctica cotidiana y como reproductor de la historicidad wayú, mediante una virtud creativa, poética y lírica, con el uso elevado de la memoria y la oralidad. Además de ser un medio transmisor de relatos cantados, también se vuelve un constructor y reproductor histórico del pueblo wayú; se expresa en el campo artístico y lírico; se basa en algunos importantes personajes de la comunidad que, a pesar de ser anónimos, hoy están inscritos en la historia oral y son recreados por muchos Jayeechimajachis. El Jayeechi se vuelve como una herramienta de reproducción cultural y como un recurso de construcción histórica, conservado desde la tradición oral; de ahí que se le de relevancia al uso de la memoria colectiva como factor transmisor en los wayús.
Su transmisor se le denomina como Jayeechimajachi o Jayeechimajana, que es el poeta de la oralidad wayú. Para ser un Jayeechimajachi no se requiere poseer un sexo específico, pues el Jayeechi lo puede dominar aquella persona a la que le guste, y lo practique, sin importar su género y su edad. Los Jayeechimajachi, además de interpretar las canciones, también dominan los cantos o instrumentos musicales. La conjugación del Jayeechimajachi literalmente hace referencia a la acción del personaje que trae consigo algo, en este caso trae consigo contenidos líricos y poéticos.

### Oralidad
Los wayús, a pesar de adoptar medidas frente a la escritura mediante el alfabeto español, siguen con una vinculación estrecha con la oralidad, y de ahí que el valor de la palabra sea garante de la armonía entre los clanes matrilineales, donde el patriarcado está en segundo plano, y se tiene una interacción social donde prevalecen primero los valores colectivos y luego los individuales. Los conocimientos astronómicos, sobre la naturaleza, son fundados desde lenguaje y la práctica de la oralidad; ellos no tienen fundamentos desde la grafía apuntada en un lenguaje matemático y físico-cuántico según sentido occidental.

## Idioma
El idioma hablado por la etnia se denomina wayú o wayuunaiki. Pertenece a la familia lingüística arawak. Es una lengua aglutinante. Registra seis vocales y 16 consonantes.
Vocales
|          | Anteriores | Centrales | Posteriores |
| Cerradas | i          | ɨ (ü)     | u           |
| Medias   | ɛ (e)      |           | ɔ (o)       |
| Abiertas |            | a         |             |

Todas las vocales pueden ser geminadas (largas): aa, ee, ii, ɨɨ, oo, uu. la vocal central baja ɨ se escribe ü.
Consonantes
|                   | labial | alveolar | palatal | velar | glotal |
| oclusivas sordas  | p      | t        | t͡ʃ (ĉ)  | k     | ʔ (')  |
| nasales           | m      | n        | ɲ (ñ)   |       |        |
| fricativas sordas |        | s        | ʃ (ŝ)   |       | h      |
| vibrante lateral  |        | ɺ (l)    |         |       |        |
| vibrante múltiple |        | r        |         |       |        |
| aproximantes      | w      |          | j       |       |        |

† es una vibrante lateral que se pronuncia con la lengua un poco más lateral y más atrás que la "r" del español.

## Designación
La palabra wayú es la autodesignación usada por los indígenas, y significa persona en general, indígena de la propia etnia, aliado y también la pareja ("mi esposo" o "mi esposa"). Se opone al término "arijuna", persona desconocida, posible enemigo, conquistador, que no respeta las normas wayús. Kusina es la denominación para otros indígenas, excepto los añus, a quienes denominan paraujano.
La designación de los wayús como "guajiros" es usada por los no indígenas. La palabra "guajiro" se presta a confusión porque comúnmente es usada por los wayús para designar a los no indígenas habitantes de la Península de la Guajira y en ese caso significa "colono". También se le dice "guajiro" en Cuba y las Antillas, a los campesinos, a la población que vive en las zonas rurales y en general a aquel que cultiva la tierra o cuida de las plantaciones agrícolas.

## Música

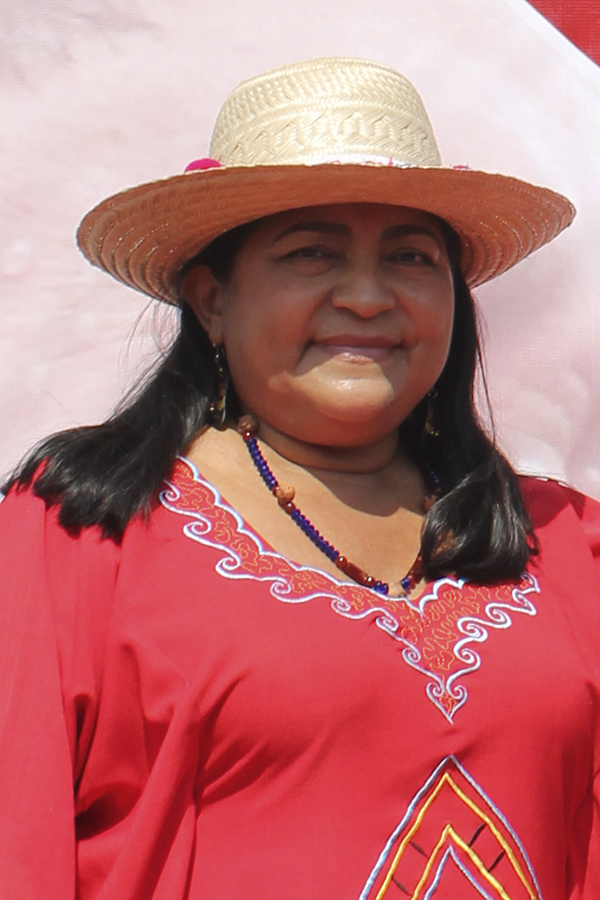
Dorelis Echeto, primera mujer indígena del pueblo wayú en ser presidenta del Consejo Legislativo del estado Zulia (2021).

La música wayú, se deriva del Jayeechi y la interpretación de los instrumentos musicales, las cuales saldrían de ese ámbito folclórico, y de la connotación de lo que se considera como una simple expresión cultural; debido a que conviene definir esta práctica como un ejercicio reproductor de la historia narrativa wayú, desde el ámbito de la oralidad, convirtiéndose en el garante de la permanencia de la narrativa poética y lírica del wayú, a partir de la práctica del Jayeechimajachi y el intérprete de los instrumentos musicales (eirajui), que trae consigo una serie de sentidos metafóricos y cotidianos de la vida del wayú. En este sentido se denomina el Jayeechi como canciones y cantos como la interpretación de los instrumentos musicales wayú, ambas connotaciones trasmiten algún relato o acontecimiento de la vida cotidiana o narran un acontecimiento histórico, pictórica de la sociedad wayú.

## Personas destacadas
- Luis Fernando Díaz, futbolista profesional recurrentemente internacional con la Selección de fútbol de Colombia.
- Patricia Velásquez, actriz, modelo y filántropa venezolana.
- Dorelis Echeto, política, docente, activista y diputada venezolana.
- Nemesio Montiel, docente, sociólogo, escritor, activista, político y antropólogo venezolano.
- Chino Julio, líder social y activista colombo-venezolano.
- Torito Fernández, líder social y activista colombo-venezolano.
- Arelis Uriana, política colombiana.
- Vicenta Siosi, periodista, documentalista y docente colombiana.
- Martha Peralta Epieyú, abogada ambiental y senadora colombiana.
- Carmen Ramírez Boscán, líder social y representante a la Cámara colombiana.
- Henry Palomino «Guajiro», futbolista venezolano.